# 폭군 연산
"폭군 연산"은 1962년 공개된 대한민국의 영화이다.

## 배역
- 신영균 : 연산군 역
- 도금봉 : 장녹수 역
- 김진규 : 박원종 역
- 이예춘
- 김혜정
- 최은희
- 허장강
- 최남현
- 황정순 : 정현왕후 역
- 남궁원
- 이민자
- 김동원 : 성종 역
- 신성일
- 김희갑 : 김자원 역